# Celaena erupta
Celaena erupta là một loài bướm đêm trong họ Noctuidae.